# Skanderborg-Odder Center for Uddannelse
Skanderborg-Odder Center for Uddannelse (SCU) er en skole i Skanderborg. Skolen har områdets største samlede udbud af ungdomsuddannelser: Handelsgymnasiet HHX, den gymnasiale erhvervsuddannelse EUD/EUX Business, 2-årig HF, Hf-enkeltfag, VUC og AVU. Skolens direktør er Pia Marlo.

## Uddannelse
- Højere Handelseksamen (HHX)
- Teknisk Gymnasium, Højere teknisk eksamen (HTX)
- Højere forberedelseseksamen (HF)
- 10. klasse